# OtherOS

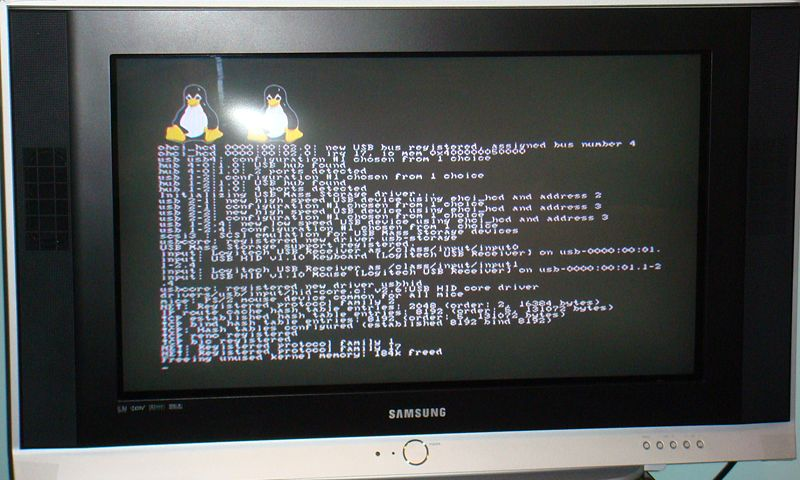
Yellow Dog Linux in esecuzione su una PS3

L'OtherOS è una funzione presente sulle prime versioni della PlayStation 3 che permette di installare un sistema operativo secondario, come Linux o FreeBSD.
La funzione "Other OS" è stata disabilitata dall'aggiornamento firmware 3.21 distribuito da Sony, ma è disponibile sulle PS3 con firmware 3.15 o inferiore.

## Descrizione
Utilizzando questa funzione, è possibile utilizzare la PS3 come se fosse un PC, sfruttando mouse e tastiera ed utilizzando qualsiasi applicazione sviluppata per il sistema installato.
Il sistema operativo secondario installato, ha accesso a 6 delle 7 Synergistic Processing Elements (SPE); inoltre, Sony ha sviluppato appositamente un hypervisor, in modo da limitare l'accesso al processore RSX.

## Cluster di PlayStation 3
La possibilità di installare Linux sulla PlayStation 3 ha anche aperto il campo alla creazione di cluster per il calcolo parallelo, tra questi:
- United States Air Force: cluster di 1.716 PS3[3]
- Ricerca astrofisica presso l'Università del Massachusetts a Amherst: cluster di 8 PS3[4]
- Laboratorio di algoritmi crittografici presso l'Scuola politecnica federale di Losanna[5][6]
- Calcolo scientifico presso la North Carolina State University[7]

Sono stati forniti da IBM alcuni documenti relativi alla programmazione parallela di applicazioni su PlayStation 3.